# Greenville (Delaware)
Greenville je naseljeno područje za statističke svrhe u američkoj saveznoj državi Delaware. Prema popisu stanovništva iz 2010. u njemu je živjelo 2.326 stanovnika.